# AG Insurance - Soudal Team
AG Insurance - Soudal Team és un equip femení belga de ciclisme que participa en competicions de nivell d'elit. L'equip va ser creat l'any 2019 a nivell amateur. A partir del 2020 passa a ser UCI Women's Continental Team. L'any 2024 puja a la màxima categoria, l'UCI Women’s WorldTeam.

## Classificacions UCI
Aquesta taula mostra la plaça de l'equip a la classificació de la Unió Ciclista Internacional a final de temporada i també la millor ciclista en la classificació individual de cada temporada.
| Rànquing UCI | Rànquing UCI     | Rànquing UCI                | Rànquing UCI |
| Any          | Rànquing d'equip | Millor ciclista al rànquing |              |
| ------------ | ---------------- | --------------------------- | ------------ |
| 2020         | 31è              | Shari Bossuyt (116è)        |              |
| 2021         | 24è              | Charlotte Kool (88è)        |              |
| 2022         | 19è              | Ally Wollaston (72è)        |              |
| 2023         | 12è              | Ashleigh Moolman (19è)      |              |
| 2024         | 14è              | Ashleigh Moolman (45è)      |              |
|              |                  |                             |              |
| Font: UCI    |                  |                             |              |

La taula següent mostra el rànquing de l'equip a la UCI World Tour femení, així com la seva millor ciclista en el rànquing individual.
| UCI World Tour | UCI World Tour   | UCI World Tour              | UCI World Tour |
| Any            | Rànquing d'equip | Millor ciclista al rànquing |                |
| -------------- | ---------------- | --------------------------- | -------------- |
| 2020           | 27è              | Charlotte Kool (138è)       |                |
| 2021           | 19è              | Charlotte Kool (104è)       |                |
| 2022           | 19è              | Julia Borgström (67è)       |                |
| 2023           | 17è              | Ashleigh Moolman (20è)      |                |
| 2024           | 11è              | Sarah Gigante (24è)         |                |
|                |                  |                             |                |
| Font: UCI      |                  |                             |                |

## Composició de l'equip
| \| Llista de l'equip 2025 \| Llista de l'equip 2025 \| Llista de l'equip 2025 \| Llista de l'equip 2025 \| \| Ciclista \| Data de naixement \| Equip previ \| \| \| ---------------------- \| ---------------------- \| ------------------------------------------------ \| ---------------------- \| \| Kimberley Le Court \| 23 de març de 1996 \| Bizkaia-Durango (2016) \| \| \| Fauve Bastiaenssen \| 22 de octubre de 1997 \| Lotto Dstny Ladies (2024) \| \| \| Mireia Benito Pellicer \| 30 de desembre de 1996 \| Massi Tactic (2022) \| \| \| Leonie Bentveld \| 17 de abril de 2004 \| Duolar-Chevalmeire (2023) \| \| \| Julia Borgström \| 9 de juny de 2001 \| Team Rytger powered by Cykeltøj-Online.dk (2019) \| \| \| Alana Castrique \| 8 de maig de 1999 \| Cofidis (2024) \| \| \| Lore De Schepper \| 12 de novembre de 2005 \| AG Insurance-Soudal NXTG (2024) \| \| \| Justine Ghekiere \| 14 de maig de 1996 \| Plantur-Pura (2022) \| \| \| Sarah Gigante \| 6 de octubre de 2000 \| Movistar Team (2023) \| \| \| Marthe Goossens \| 4 de maig de 2002 \| Multum Accountants (2022) \| \| \| Anya Louw \| 16 de octubre de 2000 \| ARA-Pro Racing Sunshine Coast (2021) \| \| \| Alexandra Manly \| 28 de febrer de 1996 \| Liv AlUla Jayco (2024) \| \| \| Gaia Masetti \| 26 de octubre de 2001 \| Top Girls Fassa Bortolo (2021) \| \| \| Ashleigh Moolman \| 9 de desembre de 1985 \| SD Worx (2022) \| \| \| Ilse Pluimers \| 29 de abril de 2002 \| \| \| \| Nicole Steigenga \| 27 de gener de 1998 \| Coop-Hitec Products (2022) \| \| \| Julie Van de Velde \| 2 de juny de 1993 \| Fenix-Deceuninck (2023) \| \| \| Gladys Verhulst \| 2 de gener de 1997 \| FDJ-Suez (2024) \| \| \| Urška Žigart \| 4 de desembre de 1996 \| Liv AlUla Jayco (2024) \| \| \| \| \| \| \| \| Font: ProCyclingStats \| \| \| \| |                        |                                                  |  |
| Llista de l'equip 2025 |                        |                                                  |  |
| Ciclista | Data de naixement      | Equip previ                                      |  |
| Kimberley Le Court | 23 de març de 1996     | Bizkaia-Durango (2016)                           |  |
| Fauve Bastiaenssen | 22 de octubre de 1997  | Lotto Dstny Ladies (2024)                        |  |
| Mireia Benito Pellicer | 30 de desembre de 1996 | Massi Tactic (2022)                              |  |
| Leonie Bentveld | 17 de abril de 2004    | Duolar-Chevalmeire (2023)                        |  |
| Julia Borgström | 9 de juny de 2001      | Team Rytger powered by Cykeltøj-Online.dk (2019) |  |
| Alana Castrique | 8 de maig de 1999      | Cofidis (2024)                                   |  |
| Lore De Schepper | 12 de novembre de 2005 | AG Insurance-Soudal NXTG (2024)                  |  |
| Justine Ghekiere | 14 de maig de 1996     | Plantur-Pura (2022)                              |  |
| Sarah Gigante | 6 de octubre de 2000   | Movistar Team (2023)                             |  |
| Marthe Goossens | 4 de maig de 2002      | Multum Accountants (2022)                        |  |
| Anya Louw | 16 de octubre de 2000  | ARA-Pro Racing Sunshine Coast (2021)             |  |
| Alexandra Manly | 28 de febrer de 1996   | Liv AlUla Jayco (2024)                           |  |
| Gaia Masetti | 26 de octubre de 2001  | Top Girls Fassa Bortolo (2021)                   |  |
| Ashleigh Moolman | 9 de desembre de 1985  | SD Worx (2022)                                   |  |
| Ilse Pluimers | 29 de abril de 2002    |                                                  |  |
| Nicole Steigenga | 27 de gener de 1998    | Coop-Hitec Products (2022)                       |  |
| Julie Van de Velde | 2 de juny de 1993      | Fenix-Deceuninck (2023)                          |  |
| Gladys Verhulst | 2 de gener de 1997     | FDJ-Suez (2024)                                  |  |
| Urška Žigart | 4 de desembre de 1996  | Liv AlUla Jayco (2024)                           |  |
| |                        |                                                  |  |
| Font: ProCyclingStats |                        |                                                  |  |

| \| Llista de l'equip 2024 \| Llista de l'equip 2024 \| Llista de l'equip 2024 \| Llista de l'equip 2024 \| \| Ciclista \| Data de naixement \| Equip previ \| \| \| --------------------------------------- \| ---------------------- \| ------------------------------------------------ \| ---------------------- \| \| Mireia Benito Pellicer \| 30 de desembre de 1996 \| Massi Tactic (2022) \| \| \| Maaike Boogaard \| 24 de agost de 1998 \| UAE Team ADQ (2022) \| \| \| Julia Borgström \| 9 de juny de 2001 \| Team Rytger powered by Cykeltøj-Online.dk (2019) \| \| \| Justine Ghekiere \| 14 de maig de 1996 \| Plantur-Pura (2022) \| \| \| Sarah Gigante \| 6 de octubre de 2000 \| Movistar Team (2023) \| \| \| Marthe Goossens \| 4 de maig de 2002 \| Multum Accountants (2022) \| \| \| Kimberley Le Court \| 23 de març de 1996 \| Bizkaia-Durango (2016) \| \| \| Anya Louw \| 16 de octubre de 2000 \| ARA-Pro Racing Sunshine Coast (2021) \| \| \| Gaia Masetti \| 26 de octubre de 2001 \| Top Girls Fassa Bortolo (2021) \| \| \| Ashleigh Moolman \| 9 de desembre de 1985 \| SD Worx (2022) \| \| \| Ilse Pluimers \| 29 de abril de 2002 \| \| \| \| Maud Rijnbeek \| 3 de desembre de 2002 \| \| \| \| Julie Van de Velde \| 2 de juny de 1993 \| Fenix-Deceuninck (2023) \| \| \| Ally Wollaston \| 4 de gener de 2001 \| \| \| \| Nicole Steigenga \| 27 de gener de 1998 \| Coop-Hitec Products (2022) \| \| \| Leonie Bentveld (20 de abr–13 de set) \| 17 de abril de 2004 \| Duolar-Chevalmeire (2023) \| \| \| Lore De Schepper (14 de juny–31 de des) \| 12 de novembre de 2005 \| AG Insurance-Soudal NXTG (2024) \| \| \| \| \| \| \| \| Font: ProCyclingStats \| \| \| \| |                        |                                                  |  |
| Llista de l'equip 2024 |                        |                                                  |  |
| Ciclista | Data de naixement      | Equip previ                                      |  |
| Mireia Benito Pellicer | 30 de desembre de 1996 | Massi Tactic (2022)                              |  |
| Maaike Boogaard | 24 de agost de 1998    | UAE Team ADQ (2022)                              |  |
| Julia Borgström | 9 de juny de 2001      | Team Rytger powered by Cykeltøj-Online.dk (2019) |  |
| Justine Ghekiere | 14 de maig de 1996     | Plantur-Pura (2022)                              |  |
| Sarah Gigante | 6 de octubre de 2000   | Movistar Team (2023)                             |  |
| Marthe Goossens | 4 de maig de 2002      | Multum Accountants (2022)                        |  |
| Kimberley Le Court | 23 de març de 1996     | Bizkaia-Durango (2016)                           |  |
| Anya Louw | 16 de octubre de 2000  | ARA-Pro Racing Sunshine Coast (2021)             |  |
| Gaia Masetti | 26 de octubre de 2001  | Top Girls Fassa Bortolo (2021)                   |  |
| Ashleigh Moolman | 9 de desembre de 1985  | SD Worx (2022)                                   |  |
| Ilse Pluimers | 29 de abril de 2002    |                                                  |  |
| Maud Rijnbeek | 3 de desembre de 2002  |                                                  |  |
| Julie Van de Velde | 2 de juny de 1993      | Fenix-Deceuninck (2023)                          |  |
| Ally Wollaston | 4 de gener de 2001     |                                                  |  |
| Nicole Steigenga | 27 de gener de 1998    | Coop-Hitec Products (2022)                       |  |
| Leonie Bentveld (20 de abr–13 de set) | 17 de abril de 2004    | Duolar-Chevalmeire (2023)                        |  |
| Lore De Schepper (14 de juny–31 de des) | 12 de novembre de 2005 | AG Insurance-Soudal NXTG (2024)                  |  |
| |                        |                                                  |  |
| Font: ProCyclingStats |                        |                                                  |  |

| \| Llista de l'equip 2023 \| Llista de l'equip 2023 \| Llista de l'equip 2023 \| Llista de l'equip 2023 \| \| Ciclista \| Data de naixement \| Equip previ \| \| \| ---------------------- \| ---------------------- \| ------------------------------------------------ \| ---------------------- \| \| Mireia Benito Pellicer \| 30 de desembre de 1996 \| Massi Tactic (2022) \| \| \| Maaike Boogaard \| 24 de agost de 1998 \| UAE Team ADQ (2022) \| \| \| Julia Borgström \| 9 de juny de 2001 \| Team Rytger powered by Cykeltøj-Online.dk (2019) \| \| \| Justine Ghekiere \| 14 de maig de 1996 \| Plantur-Pura (2022) \| \| \| Marthe Goossens \| 4 de maig de 2002 \| Multum Accountants (2022) \| \| \| Lotta Henttala \| 28 de juny de 1989 \| Ceratizit-WNT Pro Cycling (2021) \| \| \| Romy Kasper \| 5 de maig de 1988 \| Team Jumbo-Visma (2022) \| \| \| Britt Knaven \| 29 de juliol de 2000 \| \| \| \| Anya Louw \| 16 de octubre de 2000 \| ARA-Pro Racing Sunshine Coast (2021) \| \| \| Gaia Masetti \| 26 de octubre de 2001 \| Top Girls Fassa Bortolo (2021) \| \| \| Lone Meertens \| 16 de abril de 1998 \| Lotto Soudal Ladies (2021) \| \| \| Ashleigh Moolman \| 9 de desembre de 1985 \| SD Worx (2022) \| \| \| Ilse Pluimers \| 29 de abril de 2002 \| \| \| \| Maud Rijnbeek \| 3 de desembre de 2002 \| \| \| \| Nicole Steigenga \| 27 de gener de 1998 \| Coop-Hitec Products (2022) \| \| \| Ally Wollaston \| 4 de gener de 2001 \| \| \| \| \| \| \| \| \| Font: ProCyclingStats \| \| \| \| |                        |                                                  |  |
| Llista de l'equip 2023 |                        |                                                  |  |
| Ciclista | Data de naixement      | Equip previ                                      |  |
| Mireia Benito Pellicer | 30 de desembre de 1996 | Massi Tactic (2022)                              |  |
| Maaike Boogaard | 24 de agost de 1998    | UAE Team ADQ (2022)                              |  |
| Julia Borgström | 9 de juny de 2001      | Team Rytger powered by Cykeltøj-Online.dk (2019) |  |
| Justine Ghekiere | 14 de maig de 1996     | Plantur-Pura (2022)                              |  |
| Marthe Goossens | 4 de maig de 2002      | Multum Accountants (2022)                        |  |
| Lotta Henttala | 28 de juny de 1989     | Ceratizit-WNT Pro Cycling (2021)                 |  |
| Romy Kasper | 5 de maig de 1988      | Team Jumbo-Visma (2022)                          |  |
| Britt Knaven | 29 de juliol de 2000   |                                                  |  |
| Anya Louw | 16 de octubre de 2000  | ARA-Pro Racing Sunshine Coast (2021)             |  |
| Gaia Masetti | 26 de octubre de 2001  | Top Girls Fassa Bortolo (2021)                   |  |
| Lone Meertens | 16 de abril de 1998    | Lotto Soudal Ladies (2021)                       |  |
| Ashleigh Moolman | 9 de desembre de 1985  | SD Worx (2022)                                   |  |
| Ilse Pluimers | 29 de abril de 2002    |                                                  |  |
| Maud Rijnbeek | 3 de desembre de 2002  |                                                  |  |
| Nicole Steigenga | 27 de gener de 1998    | Coop-Hitec Products (2022)                       |  |
| Ally Wollaston | 4 de gener de 2001     |                                                  |  |
| |                        |                                                  |  |
| Font: ProCyclingStats |                        |                                                  |  |

| \| Llista de l'equip 2022 \| Llista de l'equip 2022 \| Llista de l'equip 2022 \| Llista de l'equip 2022 \| \| Ciclista \| Data de naixement \| Equip previ \| \| \| ---------------------- \| ---------------------- \| ------------------------------------------------ \| ---------------------- \| \| Amber Aernouts \| 25 de octubre de 2000 \| Doltcini-Van Eyck-Proximus (2021) \| \| \| Maureen Arens \| 16 de abril de 2003 \| \| \| \| Cassia Boglio \| 1 de febrer de 2000 \| \| \| \| Julia Borgström \| 9 de juny de 2001 \| Team Rytger powered by Cykeltøj-Online.dk (2019) \| \| \| Mylene de Zoete \| 3 de gener de 1999 \| Jan van Arckel (2020) \| \| \| Britt Knaven \| 29 de juliol de 2000 \| \| \| \| Senne Knaven \| 26 de gener de 2003 \| \| \| \| Gaia Masetti \| 26 de octubre de 2001 \| Top Girls Fassa Bortolo (2021) \| \| \| Fien Masure \| 3 de juliol de 2003 \| \| \| \| Lone Meertens \| 16 de abril de 1998 \| Lotto Soudal Ladies (2021) \| \| \| Ilse Pluimers \| 29 de abril de 2002 \| \| \| \| Maud Rijnbeek \| 3 de desembre de 2002 \| \| \| \| Amelia Sharpe \| 24 de juliol de 2001 \| Breeze (2020) \| \| \| Yuli Van der Molen \| 23 de maig de 2003 \| \| \| \| Eline Van Rooijen \| 29 de agost de 2001 \| Watersley R&D Cycling Team (2021) \| \| \| Ally Wollaston \| 4 de gener de 2001 \| \| \| \| \| \| \| \| \| Font: UCI \| \| \| \| |                       |                                                  |  |
| Llista de l'equip 2022 |                       |                                                  |  |
| Ciclista | Data de naixement     | Equip previ                                      |  |
| Amber Aernouts | 25 de octubre de 2000 | Doltcini-Van Eyck-Proximus (2021)                |  |
| Maureen Arens | 16 de abril de 2003   |                                                  |  |
| Cassia Boglio | 1 de febrer de 2000   |                                                  |  |
| Julia Borgström | 9 de juny de 2001     | Team Rytger powered by Cykeltøj-Online.dk (2019) |  |
| Mylene de Zoete | 3 de gener de 1999    | Jan van Arckel (2020)                            |  |
| Britt Knaven | 29 de juliol de 2000  |                                                  |  |
| Senne Knaven | 26 de gener de 2003   |                                                  |  |
| Gaia Masetti | 26 de octubre de 2001 | Top Girls Fassa Bortolo (2021)                   |  |
| Fien Masure | 3 de juliol de 2003   |                                                  |  |
| Lone Meertens | 16 de abril de 1998   | Lotto Soudal Ladies (2021)                       |  |
| Ilse Pluimers | 29 de abril de 2002   |                                                  |  |
| Maud Rijnbeek | 3 de desembre de 2002 |                                                  |  |
| Amelia Sharpe | 24 de juliol de 2001  | Breeze (2020)                                    |  |
| Yuli Van der Molen | 23 de maig de 2003    |                                                  |  |
| Eline Van Rooijen | 29 de agost de 2001   | Watersley R&D Cycling Team (2021)                |  |
| Ally Wollaston | 4 de gener de 2001    |                                                  |  |
| |                       |                                                  |  |
| Font: UCI |                       |                                                  |  |

| \| Llista de l'equip 2021 \| Llista de l'equip 2021 \| Llista de l'equip 2021 \| Llista de l'equip 2021 \| \| Ciclista \| Data de naixement \| Equip previ \| \| \| ---------------------- \| ---------------------- \| ------------------------------------------------ \| ---------------------- \| \| Rozemarijn Ammerlaan \| 4 de gener de 2000 \| \| \| \| Julia Borgström \| 9 de juny de 2001 \| Team Rytger powered by Cykeltøj-Online.dk (2019) \| \| \| Shari Bossuyt \| 5 de setembre de 2000 \| \| \| \| Mylene de Zoete \| 3 de gener de 1999 \| Jan van Arckel (2020) \| \| \| Cathalijne Hoolwerf \| 26 de febrer de 2000 \| \| \| \| Britt Knaven \| 29 de juliol de 2000 \| \| \| \| Charlotte Kool \| 6 de maig de 1999 \| Jan van Arckel (2019) \| \| \| Ilse Pluimers \| 29 de abril de 2002 \| \| \| \| Maud Rijnbeek \| 3 de desembre de 2002 \| \| \| \| Amelia Sharpe \| 24 de juliol de 2001 \| Breeze (2020) \| \| \| Catalina Soto \| 8 de abril de 2001 \| World Cycling Centre (2020) \| \| \| Emily Wadsworth \| 8 de agost de 1999 \| Brother UK-Tifosi-Onform (2019) \| \| \| \| \| \| \| \| Font: UCI \| \| \| \| |                       |                                                  |  |
| Llista de l'equip 2021 |                       |                                                  |  |
| Ciclista | Data de naixement     | Equip previ                                      |  |
| Rozemarijn Ammerlaan | 4 de gener de 2000    |                                                  |  |
| Julia Borgström | 9 de juny de 2001     | Team Rytger powered by Cykeltøj-Online.dk (2019) |  |
| Shari Bossuyt | 5 de setembre de 2000 |                                                  |  |
| Mylene de Zoete | 3 de gener de 1999    | Jan van Arckel (2020)                            |  |
| Cathalijne Hoolwerf | 26 de febrer de 2000  |                                                  |  |
| Britt Knaven | 29 de juliol de 2000  |                                                  |  |
| Charlotte Kool | 6 de maig de 1999     | Jan van Arckel (2019)                            |  |
| Ilse Pluimers | 29 de abril de 2002   |                                                  |  |
| Maud Rijnbeek | 3 de desembre de 2002 |                                                  |  |
| Amelia Sharpe | 24 de juliol de 2001  | Breeze (2020)                                    |  |
| Catalina Soto | 8 de abril de 2001    | World Cycling Centre (2020)                      |  |
| Emily Wadsworth | 8 de agost de 1999    | Brother UK-Tifosi-Onform (2019)                  |  |
| |                       |                                                  |  |
| Font: UCI |                       |                                                  |  |

| \| Llista de l'equip 2020 \| Llista de l'equip 2020 \| Llista de l'equip 2020 \| Llista de l'equip 2020 \| \| Ciclista \| Data de naixement \| Equip previ \| \| \| -------------------------------- \| ---------------------- \| ------------------------------------------------ \| ---------------------- \| \| Rozemarijn Ammerlaan \| 4 de gener de 2000 \| \| \| \| Julia Borgström \| 9 de juny de 2001 \| Team Rytger powered by Cykeltøj-Online.dk (2019) \| \| \| Shari Bossuyt \| 5 de setembre de 2000 \| \| \| \| Cathalijne Hoolwerf \| 26 de febrer de 2000 \| \| \| \| Eva Jonkers (1 de gen–16 de ago) \| 7 de octubre de 2000 \| \| \| \| Britt Knaven \| 29 de juliol de 2000 \| \| \| \| Charlotte Kool \| 6 de maig de 1999 \| Jan van Arckel (2019) \| \| \| Emily Wadsworth \| 8 de agost de 1999 \| Brother UK-Tifosi-Onform (2019) \| \| \| \| \| \| \| \| Font: UCI \| \| \| \| |                       |                                                  |  |
| Llista de l'equip 2020 |                       |                                                  |  |
| Ciclista | Data de naixement     | Equip previ                                      |  |
| Rozemarijn Ammerlaan | 4 de gener de 2000    |                                                  |  |
| Julia Borgström | 9 de juny de 2001     | Team Rytger powered by Cykeltøj-Online.dk (2019) |  |
| Shari Bossuyt | 5 de setembre de 2000 |                                                  |  |
| Cathalijne Hoolwerf | 26 de febrer de 2000  |                                                  |  |
| Eva Jonkers (1 de gen–16 de ago) | 7 de octubre de 2000  |                                                  |  |
| Britt Knaven | 29 de juliol de 2000  |                                                  |  |
| Charlotte Kool | 6 de maig de 1999     | Jan van Arckel (2019)                            |  |
| Emily Wadsworth | 8 de agost de 1999    | Brother UK-Tifosi-Onform (2019)                  |  |
| |                       |                                                  |  |
| Font: UCI |                       |                                                  |  |